# Tuffi ai Giochi della XXI Olimpiade
Si sono svolti 4 eventi: le gare dal trampolino e dalla piattaforma, sia maschili sia femminili.

## Podi

### Uomini
| Evento                      | Oro           | Perform. | Argento          | Perform. | Bronzo             | Perform. |
| Trampolino 3 m (dettagli)   | Phil Boggs    | 619,05   | Giorgio Cagnotto | 570,48   | Aleksandr Kosenkov | 567,24   |
| Piattaforma 10 m (dettagli) | Klaus Dibiasi | 600,51   | Greg Louganis    | 576,99   | Uladzimir Alejnik  | 548,61   |

### Donne
| Evento                      | Oro                  | Perform. | Argento        | Perform. | Bronzo         | Perform. |
| Trampolino 3 m (dettagli)   | Jennifer Chandler    | 506,19   | Christa Köhler | 469,41   | Cynthia Potter | 466,83   |
| Piattaforma 10 m (dettagli) | Elena Vajcechovskaja | 406,59   | Ulrika Knape   | 402,60   | Deborah Wilson | 401,07   |

## Medagliere
| Posizione | Paese            | Oro | Argento | Bronzo | Totale |
| --------- | ---------------- | --- | ------- | ------ | ------ |
| 1         | Stati Uniti      | 2   | 1       | 2      | 5      |
| 2         | Italia           | 1   | 1       | 0      | 2      |
| 3         | Unione Sovietica | 1   | 0       | 2      | 3      |
| 4         | Germania Est     | 0   | 1       | 0      | 1      |
| 4         | Svezia           | 0   | 1       | 0      | 1      |
| Totale    | Totale           | 4   | 4       | 4      | 12     |